# Winnsboro (Louisiana)
Winnsboro település az Amerikai Egyesült Államok Louisiana államában, Franklin megyében, melynek megyeszékhelye is. Lakosainak száma 4862 fő (2020. április 1.).

## Népesség
A település népességének változása:

| 2010 | 4 910 |
| 2020 | 4 862 |